# Mr. Potato

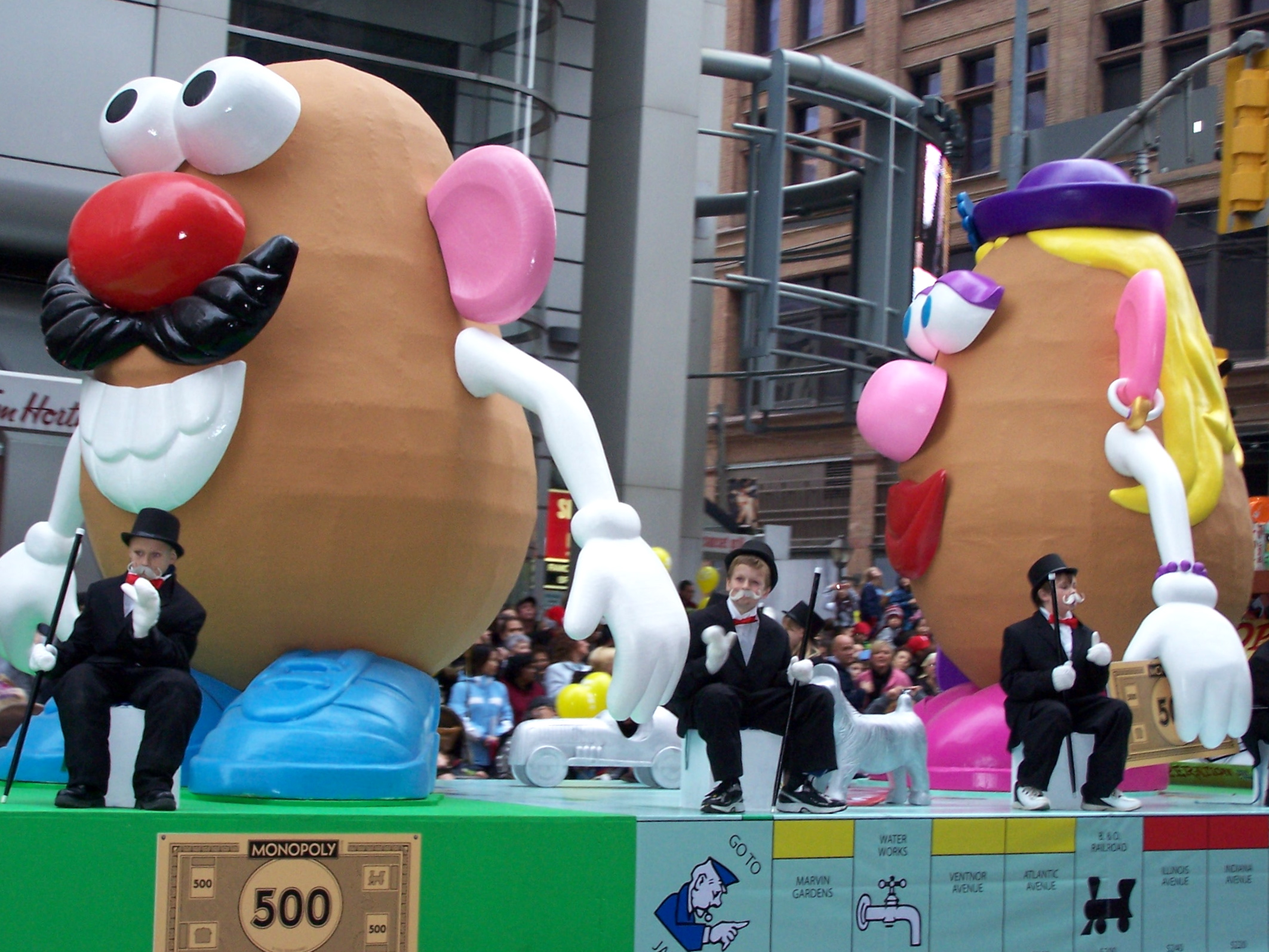
Mr. Potato. (a sinistra) raffigurato su un carro di Carnevale

Mr. Potato (negli Stati Uniti noto come Mr. Potato Head) è un giocattolo per bambini piuttosto popolare negli Stati Uniti d'America; consiste in un modellino in plastica di una patata sulla quale possono essere applicati diversi componenti facciali, quali occhi, naso, orecchi, fino a trasformare la "patata" in un "viso".

## Storia
Realizzato e messo sul mercato per la prima volta alla fine degli anni quaranta, è attualmente distribuito dalla Hasbro.
Negli anni sono stati prodotti anche numerosi modelli speciali che, tramite l'inserimento di componenti appositamente sagomati sul corpo della "patata", creano la parodia di famosi personaggi di fantasia come Babbo Natale, l'Uomo Ragno, Optimus Prime e Dart Fener.

## Toy Story
Il gioco ha raggiunto una certa popolarità al di fuori degli USA essendo apparso all'interno del primo film d'animazione della Pixar Toy Story - Il mondo dei giocattoli e nei suoi tre seguiti: Toy Story 2 - Woody e Buzz alla riscossa, Toy Story 3 - La grande fuga, e Toy Story 4. In questi film (i protagonisti dei quali sono appunto dei pupazzi semoventi e parlanti) il personaggio di Mister Potato non ha un ruolo principale, ma le scene in cui compare sono ricche di comicità.

## Nella cultura popolare
- Mr. Potato detiene un Guinness World Record: quello per il maggior numero di voti per una candidatura a sindaco ad un giocattolo (12) per le elezioni a Boise (Idaho).
- Mr. Potato è presente con il ruolo di guida nel videogioco Hasbro Family Party.
- Mr. Potato è anche protagonista della Le disavventure di Mr. Potato, trasmessa nel 1974 dalla tv statunitense.
- In un episodio della serie I Simpson, Homer fa notare al pubblico una certa somiglianza tra Mr. Potato e il volto di un giudice durante un processo in tribunale.
- A questo giocattolo è ispirata la serie di 23 episodi Potato Head Kids, in Italia tradotta col nome Pit Pot.